# モリフクロウ
モリフクロウ（森梟、学名：Strix aluco）は、フクロウ目フクロウ科に分類される鳥類の一種。

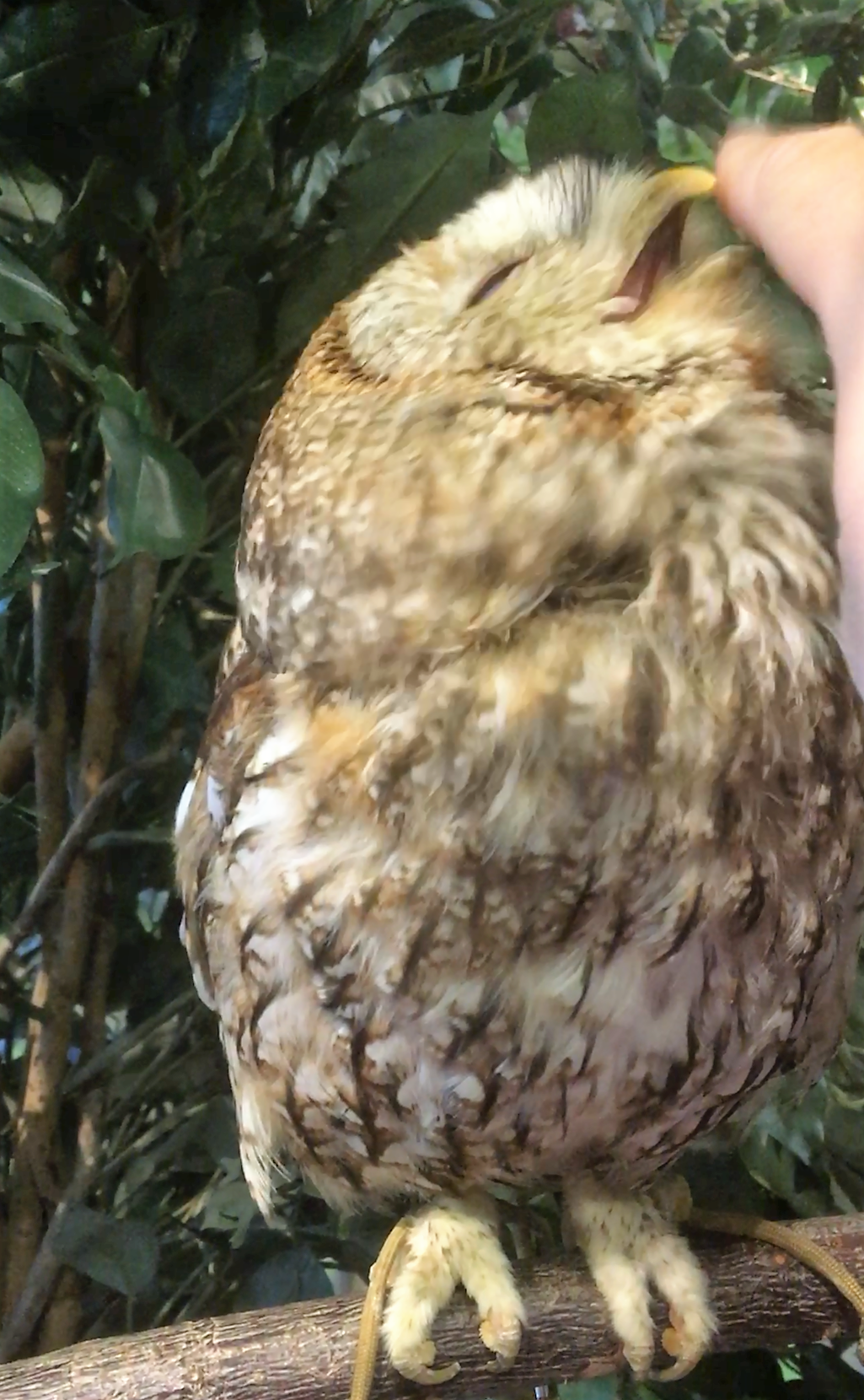
人と遊ぶモリフクロウ

## 形態

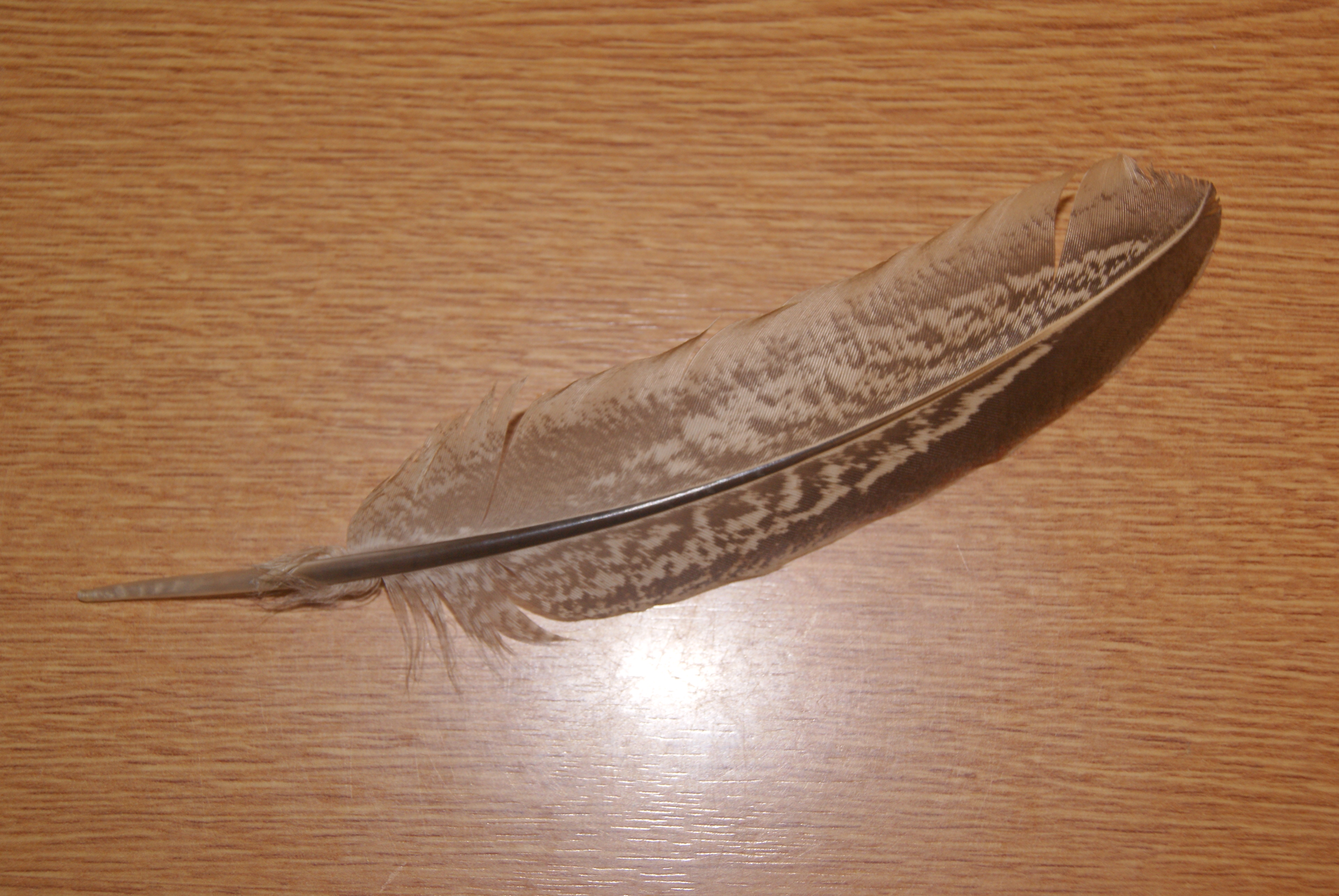
羽毛

全長37-43cm。日本に生息するフクロウ（ウラルアウル）に似ているが別種であり、本種の方が小型で目が大きい。タカや多くのミミズクと違い、黄色と黒の2層では無く全体が黒い（正確には黒と濃い茶の2層）。全体の形状は同じだが、灰色系統と茶色系統が存在する。

## 生態
森林に生息する。夜行性。1年を通してつがいで行動する。
食性は動物食で、ネズミ、カエル、鳥類などを捕食する。鳥類は寝込みか抱卵中を襲い、その他の獲物は枝から急降下して地上で捕らえる。

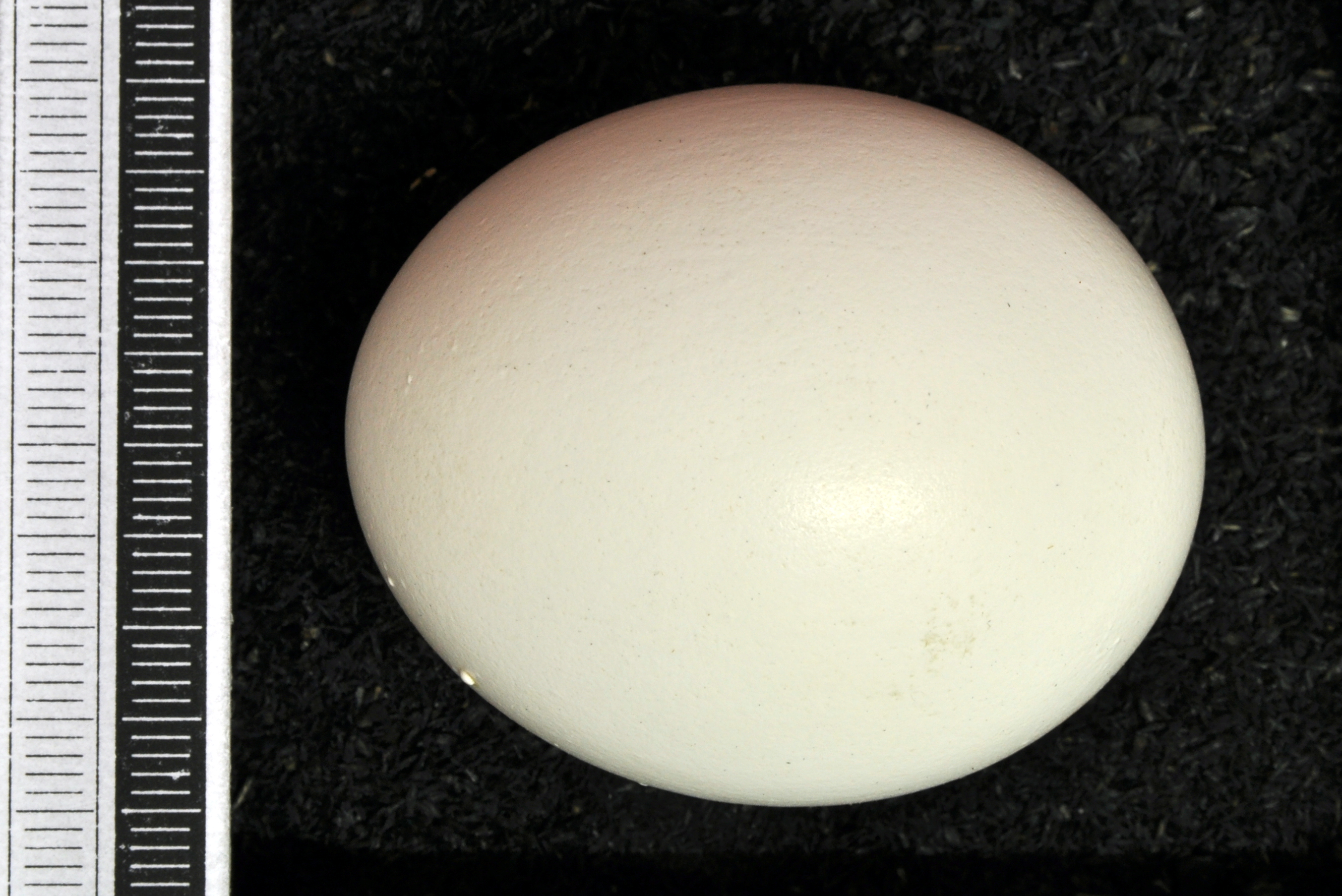
モリフクロウの卵
（ドイツのヴィースバーデンのヴィースバーデン博物館の展示品）

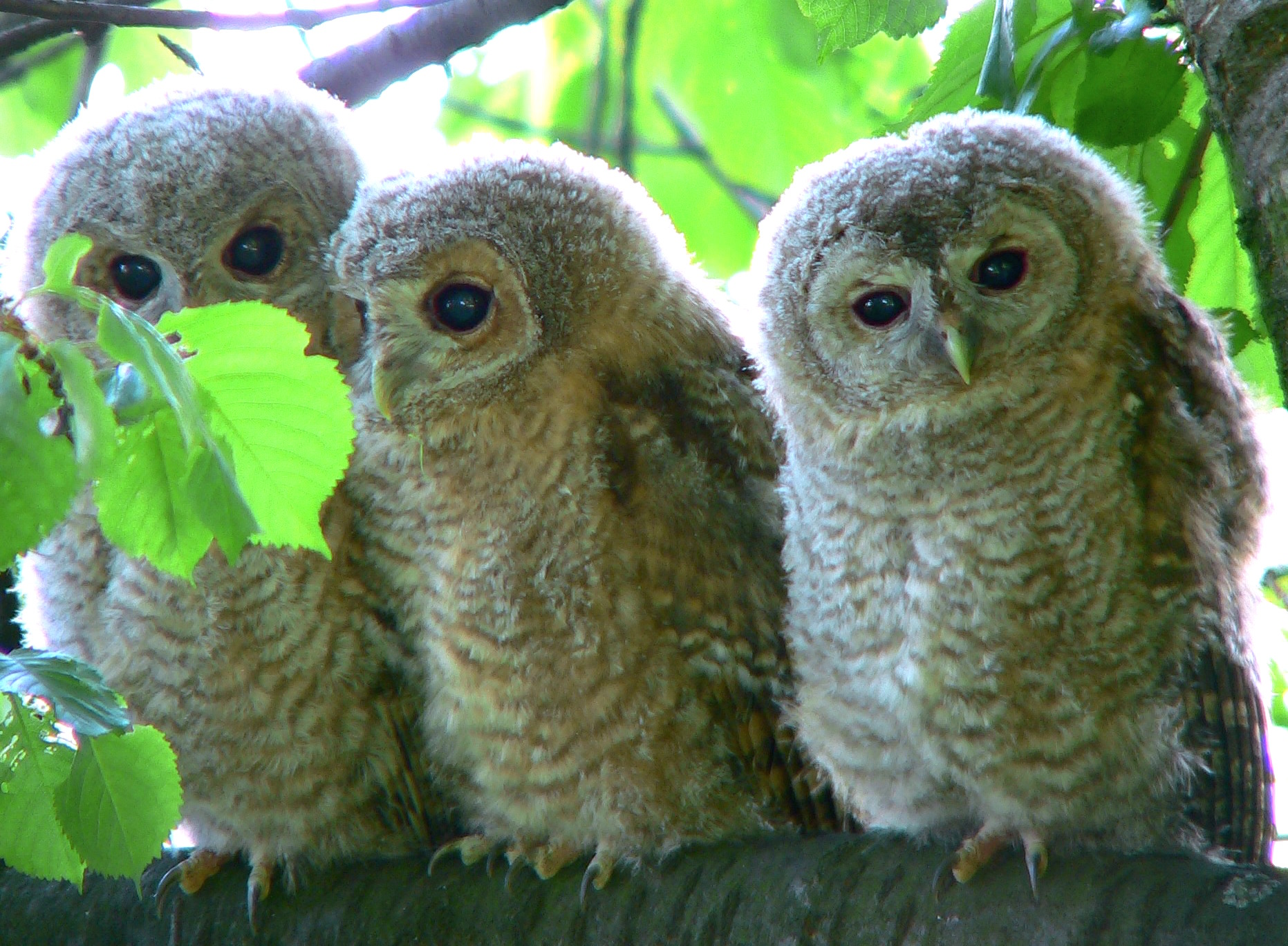
3匹の幼いモリフクロウ

産卵期は2-6月で、樹洞、古い建物や崖などの穴に営巣し、2-5卵を産む。
性格はおっとり。じっくり見定めてから行動する性格である。

## ギャラリー

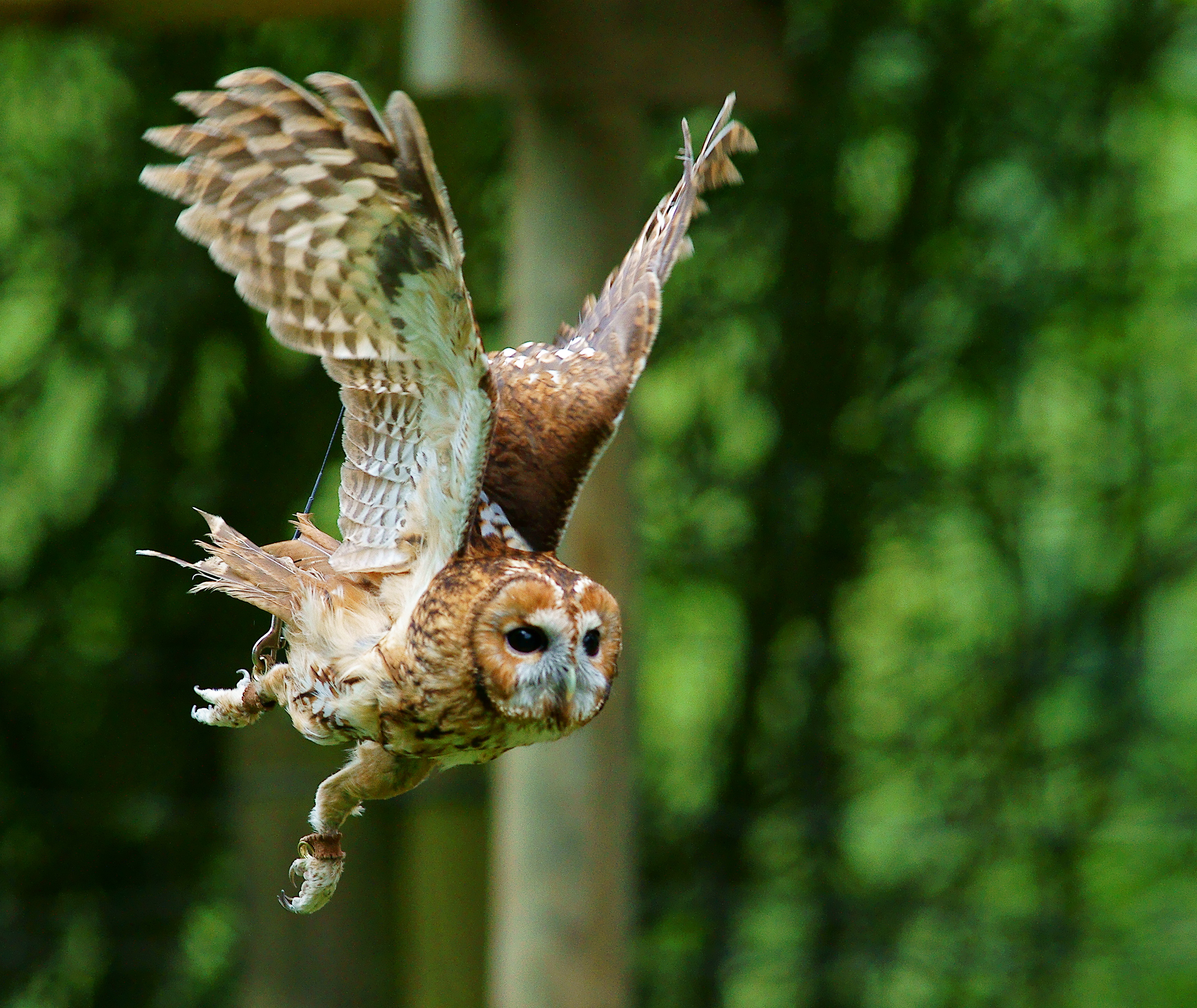
獲物を捕らえて飛ぶ成鳥
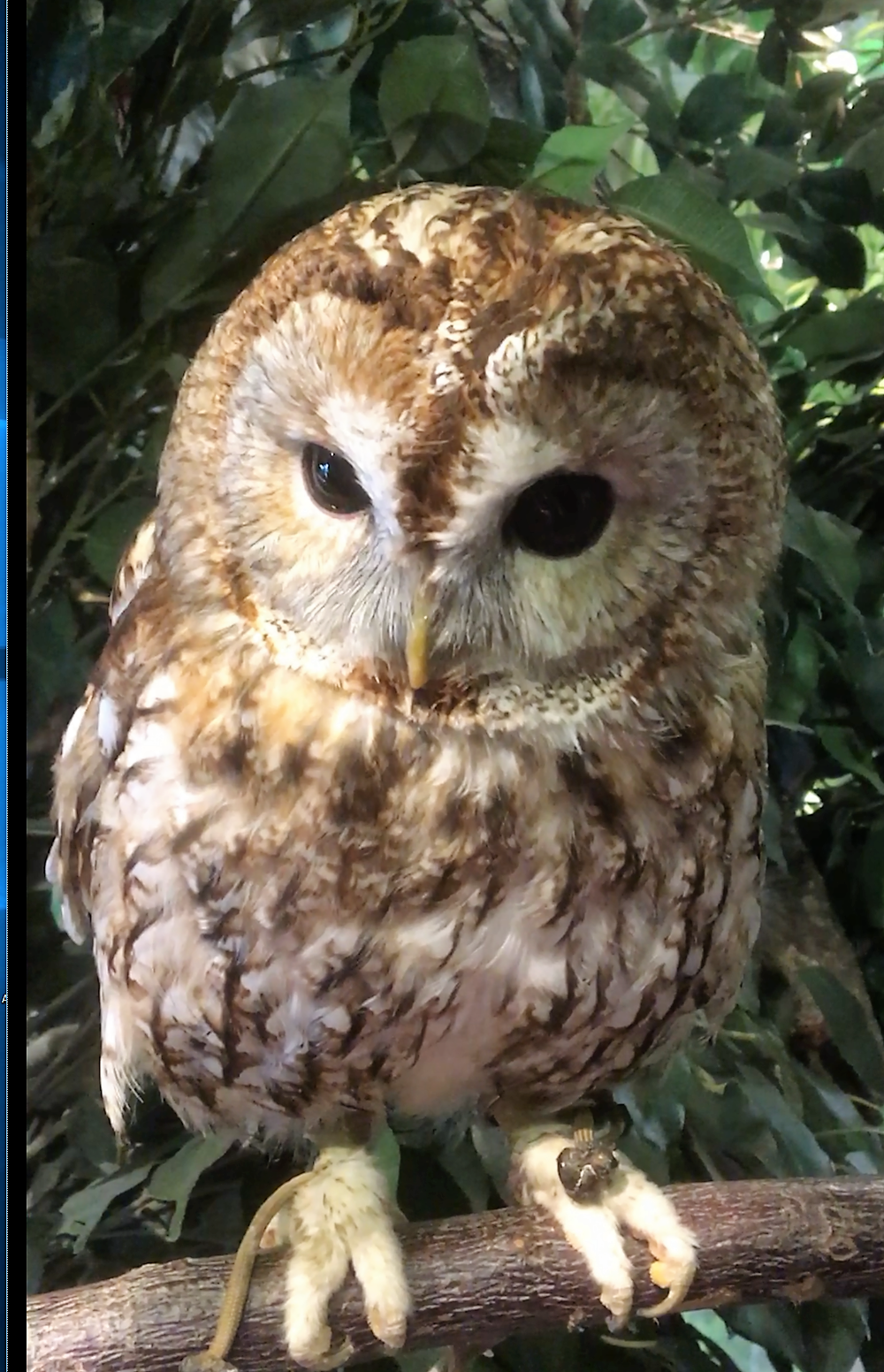
幼いモリフクロウ
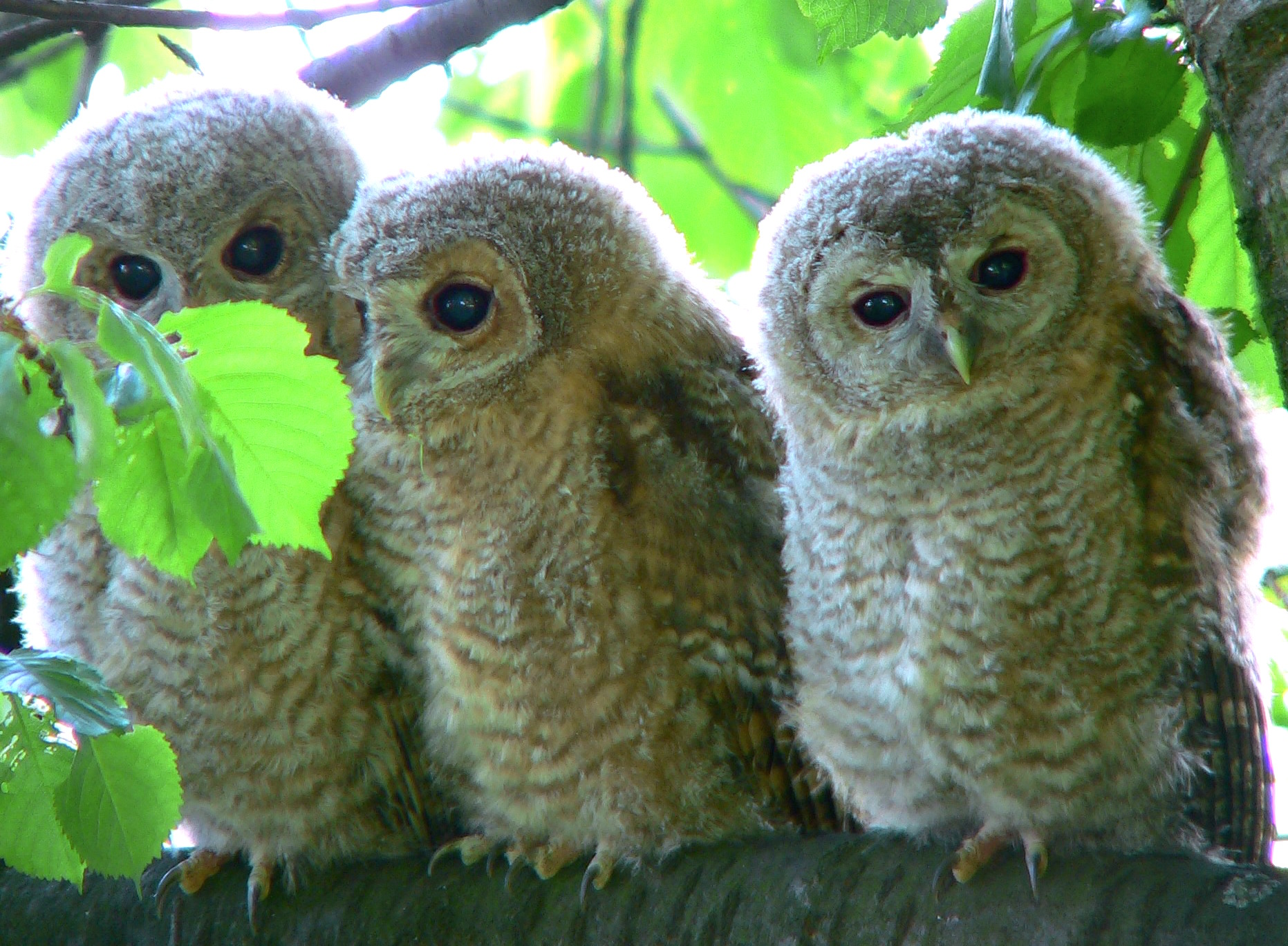
昼間木に停まって過ごす３羽の若いモリフクロウ
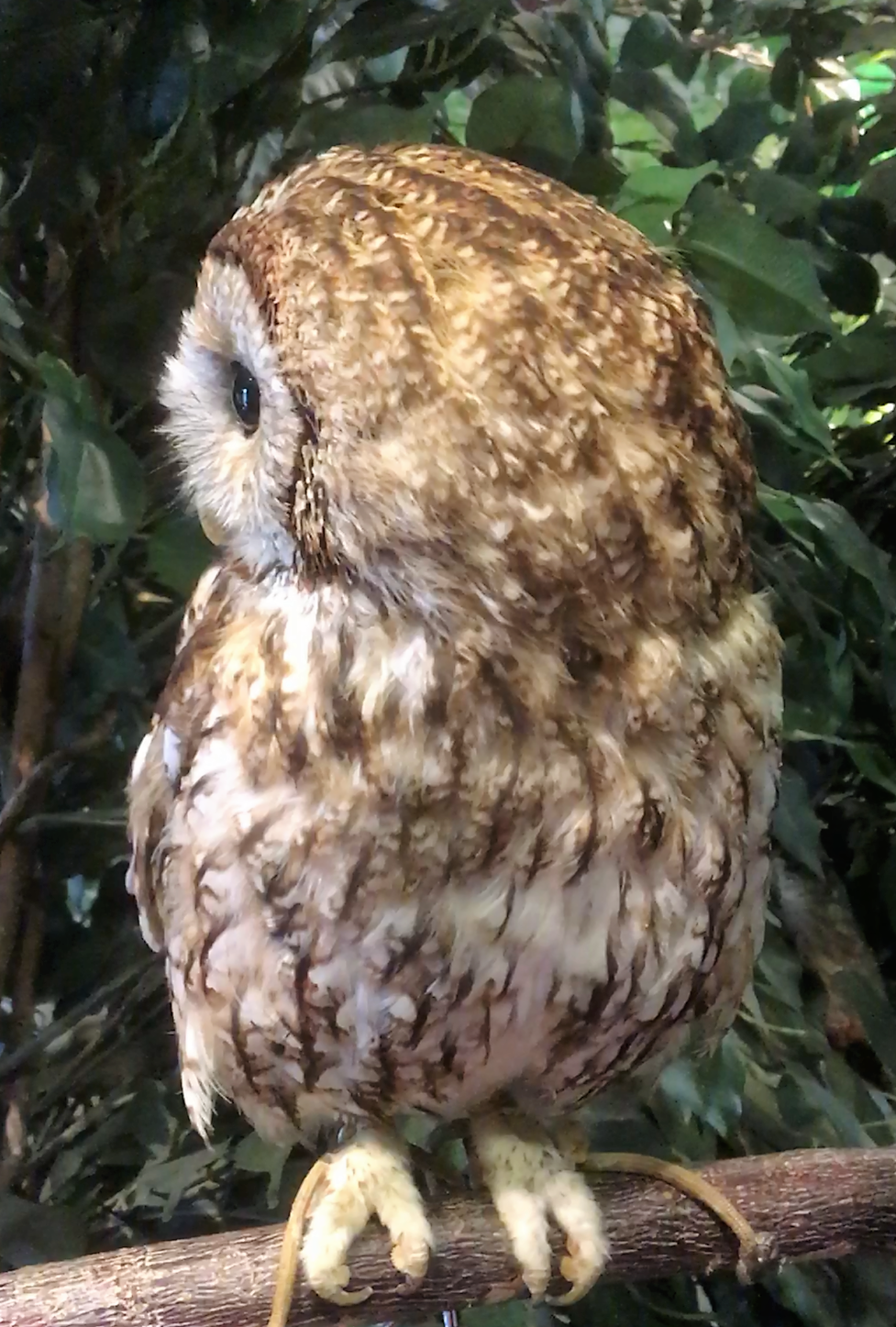
側面
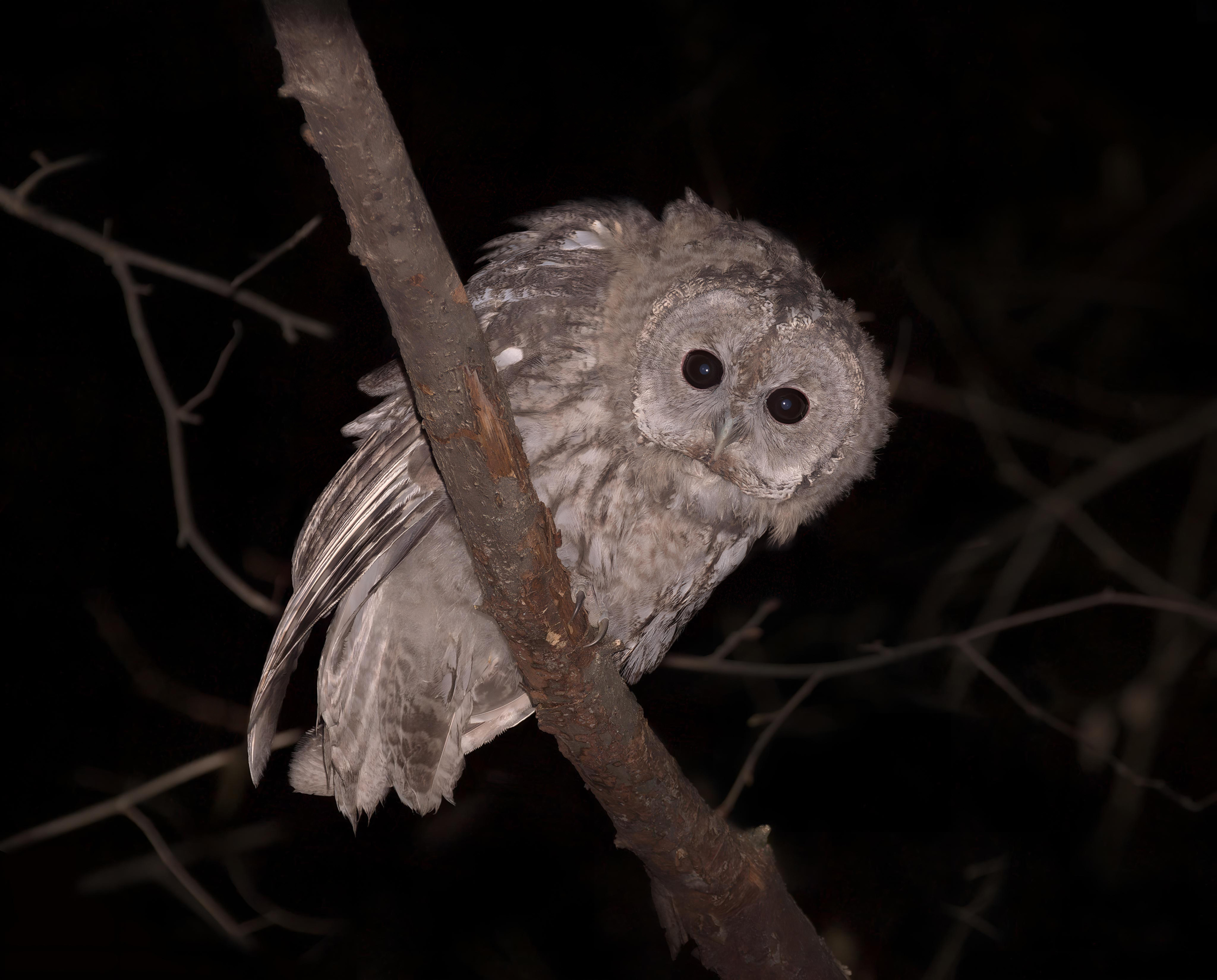
Strix aluco, juv
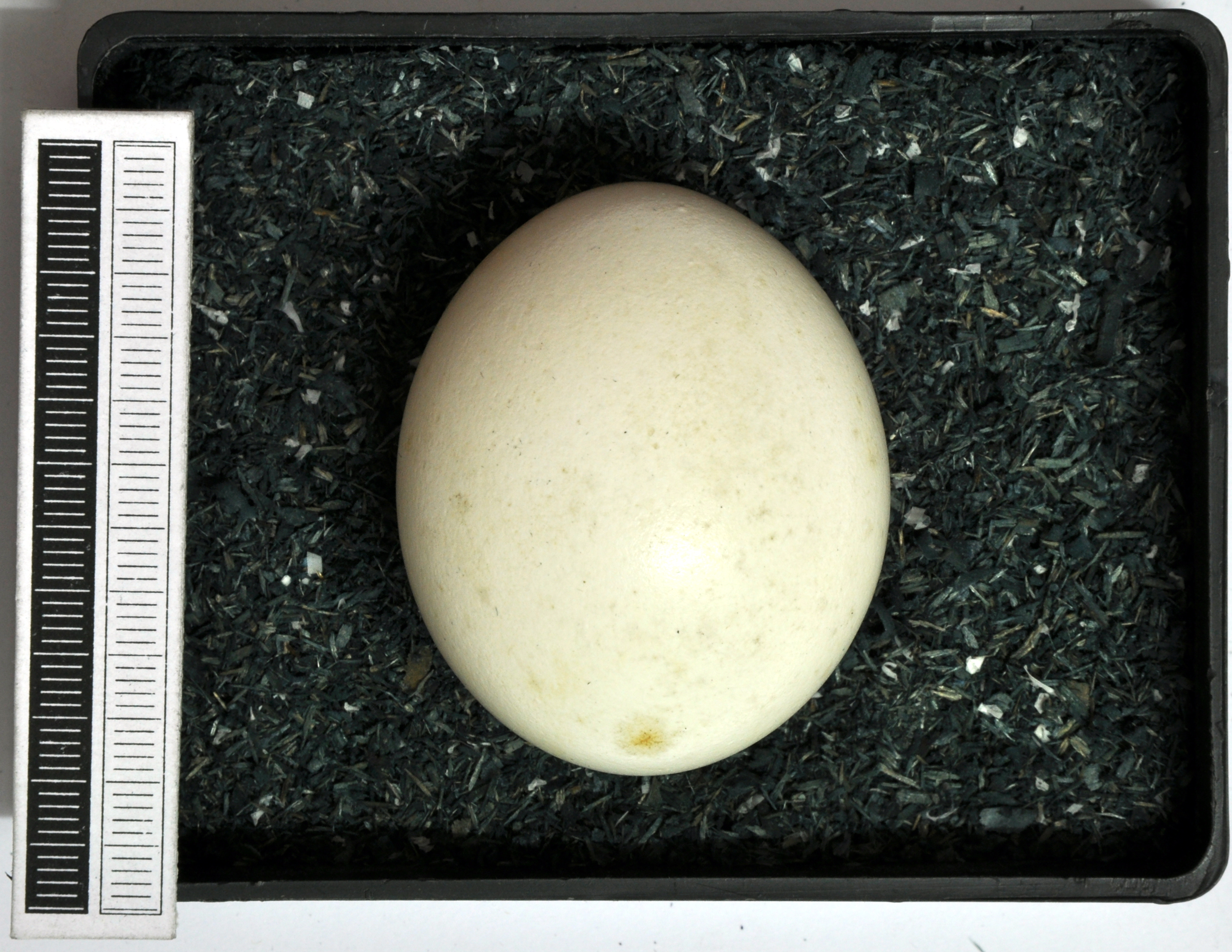
モリフクロウの卵